# Tre Valli Varesine 1997
La Tre Valli Varesine 1997, settantasettesima edizione della corsa, si svolse il 22 agosto 1997 su un percorso di 202,5 km. La vittoria fu appannaggio dell'italiano Roberto Caruso, che completò il percorso in 4h34'15", precedendo i connazionali Dario Andriotto e Marco Serpellini.
Sul traguardo di Varese 44 ciclisti, sui 171 partiti da Malnate, portarono a termine la competizione.

## Ordine d'arrivo (Top 10)
| Pos. | Corridore           | Squadra             | Tempo    |
| ---- | ------------------- | ------------------- | -------- |
| 1    | Roberto Caruso      | Ros Mary            | 4h34'15" |
| 2    | Dario Andriotto     | Amore & Vita        | s.t.     |
| 3    | Marco Serpellini    | Brescialat-Liquigas | s.t.     |
| 4    | Luca Scinto         | MG Boys             | s.t.     |
| 5    | Alberto Elli        | Casino              | a 7"     |
| 6    | Brian Holm          | Deutsche Telekom    | a 12"    |
| 7    | Oleksandr Hončenkov | Roslotto-ZG Mobili  | s.t.     |
| 8    | Daniele Nardello    | Mapei-GB            | a 20"    |
| 9    | Sandro Giacomelli   | Amore & Vita        | s.t.     |
| 10   | Eddy Mazzoleni      | Saeco-Estro         | s.t.     |